# Dorotea Malatesta

Stemma dei Malatesta

Dorotea Malatesta (26 aprile 1478 – Venezia, 1509 circa) è stata una nobildonna italiana.

## Biografia
Dorotea, figlia naturale di Roberto Malatesta, signore di Rimini, fu allevata presso la corte di Elisabetta Gonzaga, consorte di Guidobaldo da Montefeltro, duca di Urbino.
Sposò nel 1500 circa il famoso condottiero Giovanbattista Caracciolo (1450 ca.-1508). Quando il 21 giugno 1502 Cesare Borgia occupò Urbino, mettendo in fuga Guidobaldo, vide la giovane Dorotea e se ne invaghì. Ma il marito, che in quel tempo era al servizio della Repubblica di Venezia, volle che la moglie lo raggiungesse a Venezia. Durante il suo trasferimento, nei pressi di Cesena, il Valentino fece attaccare la scorta del Caracciolo, facendo prigioniera Dorotea. Il marito chiese soccorso ai veneziani, che mandarono un suo ambasciatore ad Imola per richiedere la liberazione della moglie. Ottenne la libertà solo nel 1503 con le scuse del Borgia, che incolpò del fatto i suoi masnadieri.

## Discendenza
Dorotea e Giovanbattista ebbero quattro figli:
- Viola
- Isabella
- Battista
- Marco Oliviero

## Ascendenza
|                                                  |   |                      | Genitori               |  |  | Nonni |  |  | Bisnonni                                |  |  | Trisnonni                               |  |
|                                                  |   |                      |                        |  |  |       |  |  | Pandolfo III Malatesta, signore di Fano |  |  | Galeotto I Malatesta, signore di Rimini |  |
|                                                  |   |                      |                        |  |  |       |  |  | Pandolfo III Malatesta, signore di Fano |  |  | Galeotto I Malatesta, signore di Rimini |  |
|                                                  |   | Gentile da Varano    |                        |  |  |       |  |  | Pandolfo III Malatesta, signore di Fano |  |  |                                         |  |
| Sigismondo Pandolfo Malatesta, signore di Rimini |   |                      |                        |  |  |       |  |  | Pandolfo III Malatesta, signore di Fano |  |  |                                         |  |
|                                                  |   | Antonia da Barignano | Giacomino di Barignano |  |  |       |  |  |                                         |  |  |                                         |  |
|                                                  |   | Antonia da Barignano | Giacomino di Barignano |  |  |       |  |  |                                         |  |  |                                         |  |
|                                                  |   | Antonia da Barignano | …                      |  |  |       |  |  |                                         |  |  |                                         |  |
| Roberto Malatesta, signore di Rimini             |   | Antonia da Barignano |                        |  |  |       |  |  |                                         |  |  |                                         |  |
|                                                  |   | Galeotto Toschi      | …                      |  |  |       |  |  |                                         |  |  |                                         |  |
|                                                  |   | Galeotto Toschi      | …                      |  |  |       |  |  |                                         |  |  |                                         |  |
|                                                  |   | Galeotto Toschi      | …                      |  |  |       |  |  |                                         |  |  |                                         |  |
| Vannetta Toschi                                  |   | Galeotto Toschi      |                        |  |  |       |  |  |                                         |  |  |                                         |  |
|                                                  |   | …                    | …                      |  |  |       |  |  |                                         |  |  |                                         |  |
|                                                  |   | …                    | …                      |  |  |       |  |  |                                         |  |  |                                         |  |
|                                                  |   | …                    | …                      |  |  |       |  |  |                                         |  |  |                                         |  |
| Dorotea Malatesta                                |   | …                    |                        |  |  |       |  |  |                                         |  |  |                                         |  |
|                                                  | … | …                    |                        |  |  |       |  |  |                                         |  |  |                                         |  |
|                                                  | … | …                    |                        |  |  |       |  |  |                                         |  |  |                                         |  |
|                                                  | … | …                    |                        |  |  |       |  |  |                                         |  |  |                                         |  |
| …                                                | … |                      |                        |  |  |       |  |  |                                         |  |  |                                         |  |
|                                                  |   | …                    | …                      |  |  |       |  |  |                                         |  |  |                                         |  |
|                                                  |   | …                    | …                      |  |  |       |  |  |                                         |  |  |                                         |  |
|                                                  |   | …                    | …                      |  |  |       |  |  |                                         |  |  |                                         |  |
| …                                                |   | …                    |                        |  |  |       |  |  |                                         |  |  |                                         |  |
|                                                  |   | …                    | …                      |  |  |       |  |  |                                         |  |  |                                         |  |
|                                                  |   | …                    | …                      |  |  |       |  |  |                                         |  |  |                                         |  |
|                                                  |   | …                    | …                      |  |  |       |  |  |                                         |  |  |                                         |  |
| …                                                |   | …                    |                        |  |  |       |  |  |                                         |  |  |                                         |  |
|                                                  |   | …                    | …                      |  |  |       |  |  |                                         |  |  |                                         |  |
|                                                  |   | …                    | …                      |  |  |       |  |  |                                         |  |  |                                         |  |
|                                                  |   | …                    | …                      |  |  |       |  |  |                                         |  |  |                                         |  |
|                                                  |   | …                    |                        |  |  |       |  |  |                                         |  |  |                                         |  |